# Technicolor (procédé)
Pour les articles homonymes, voir Technicolor.
Technicolor est une série de procédés de films en couleur lancés par la Technicolor Motion Picture Corporation, fondée par Herbert Kalmus, Daniel F. Comstock et W. B. Westcott en 1914. Le premier procédé de cette série a été mis au point en 1916.

## Technicolor bichrome

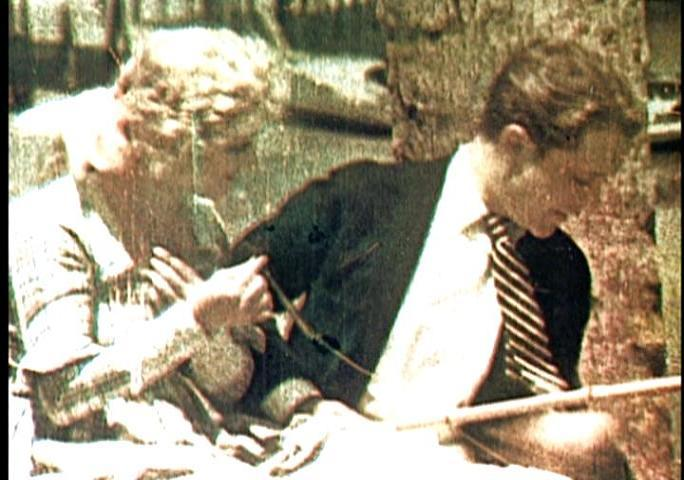
The Gulf Between, de Carl Gregory (1917).

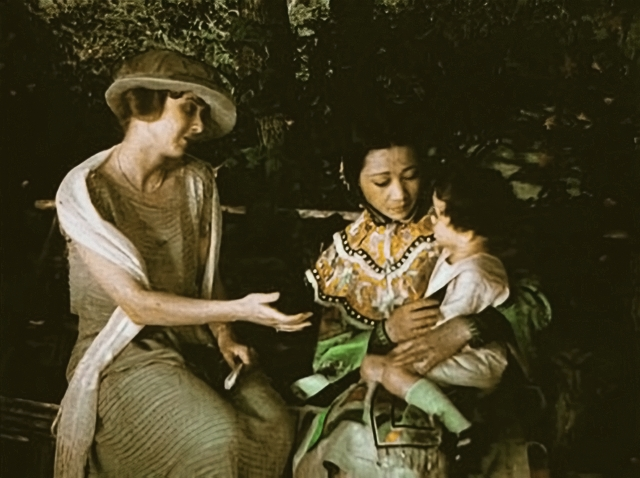
The Toll of the Sea, de Chester M. Franklin (1922).

Dans un premier temps, le procédé employé consiste en une synthèse additive bichrome (projection avec double objectif de films à filtres couleur) qui ressemble fort au Kinémacolor mis au point par le réalisateur britannique George Albert Smith, ayant participé au tournage de quelque deux cent cinquante films de court métrage. L'unique film tourné à l’aide de ce procédé bichrome sort en 1917 : il s’agit d’un court métrage, The Gulf Between, dont il ne reste que des fragments. Ce procédé s’avère cependant peu pratique, et Herbert Kalmus présente un nouveau procédé début 1920, qui relève de la synthèse soustractive : on colle dos à dos deux positifs qu’on a préalablement virés en couleur (rouge et vert).
Afin de récolter des fonds pour faire un film qui démontrerait la réussite du procédé, Kalmus contacte George Eastman, le fondateur de Kodak, qui ne se montre pas intéressé. C’est finalement Bon-Ami, une marque de détergent, et le producteur Joseph M. Schenck qui lui permettent de concrétiser le procédé du Technicolor bichrome. Le film en question, The Toll of the Sea, sort en 1922, réalisé par Chester M. Franklin. Par la suite, d’autres films utilisent ce procédé durant les années 1920 : citons Les Dix Commandements (1923) et Le Roi des rois (1927) réalisés par Cecil B. DeMille. 
Filmer en Technicolor bichrome demeure très coûteux à l’usage. Kalmus convainc une star hollywoodienne de participer à son procédé pour lui donner plus de visibilité : l’acteur Douglas Fairbanks investit alors un million de dollars pour que soit tourné Le Pirate noir, en 1926 ; mais les projections de ce film, par ailleurs très bien accueilli par la critique, posent un problème : la pellicule s’abîme très rapidement. 
Une nouvelle version de ce procédé bichrome sort en 1927 : c'est le procédé No. III qui résout les problèmes de dégradations de pellicules lors des projections. Le premier film entièrement tourné avec ce procédé s'intitule Le Viking. Réalisé par Roy William Neill, il est muet, avec des intertitres et un accompagnement musical (emprunté à Richard Wagner et Edvard Grieg) selon le procédé sound on film (son optique Movietone, enregistré et lu sur la pellicule elle-même). Son insuccès n'est pas dû au procédé de couleurs mais à la médiocrité du scénario et à sa sortie en 1929, à la charnière décisive entre le cinéma muet et le parlant.[réf. nécessaire]
Un des films les plus connus ayant utilisé tardivement ce procédé bichrome est Masques de cire, réalisé par Michael Curtiz en 1933. Mais les recettes de Technicolor baissent : mauvaise santé de l’économie américaine, marché saturé par l’arrivée du cinéma sonore.

## Technicolor trichrome
Herbert Kalmus met au point en 1928 un procédé qui permet enfin de reproduire toutes les couleurs : le Technicolor trichrome, celui auquel on fait référence aujourd’hui lorsque l’on parle d’« âge d'or du Technicolor ». La caméra Technicolor trichrome est chargée de trois négatifs noir et blanc qui sont entraînés en synchronisme parfait par le même mécanisme, l’un étant sensible au rouge, l’autre au vert et le dernier au bleu. Le négatif sensible au vert se déroule seul, dans l'axe de prise de vue. Les deux autres sont accolés dos à dos (en pack), d'où le retournement gauche-droite de l'image entre les sélections rouge et bleu, et déroulent leur pellicule à 90° de l'axe de prise de vue, l'image qui les atteint étant déviée par un double prisme intercalé entre l'objectif et le premier négatif sensible au vert. Le chargement de trois galettes de pellicule fait que la caméra Technicolor est très lourde et volumineuse. 

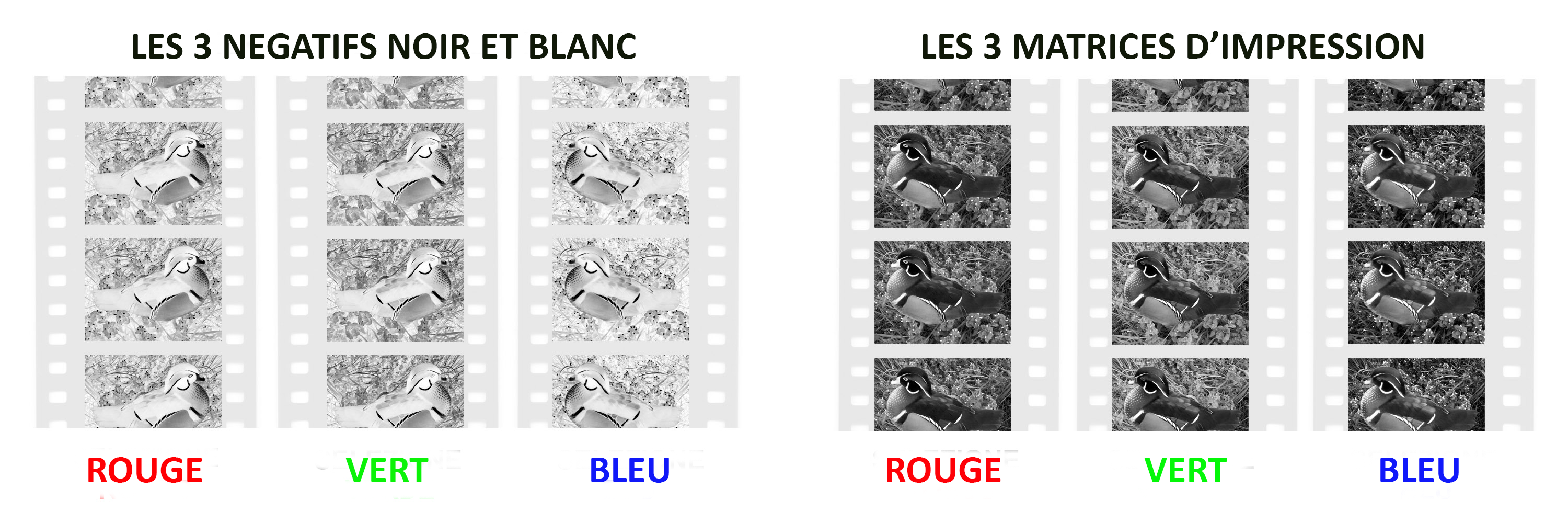
Technicolor, sélections chromatiques (procédé photographique à la prise de vue) et matrices d'impression (procédé d'imprimerie sur pellicule pour le tirage des copies). Une quatrième matrice mélange des trois sélections sera ajoutée par la suite pour mieux soutenir les noirs, absents en tant qu'eux-mêmes dans les sélections sur les trois négatifs. Le Technicolor trichrome est ainsi le résultat de quatre impressions.

Le tirage final des copies de projection n'est pas du type argentique, mais du type trichromie d'imprimerie : chacun des négatifs noir et blanc donne un positif noir et blanc qui, enduit sur les parties en relief de la gélatine — préalablement gonflée et durcie — d'une fine pellicule d'encre de la couleur correspondante, dépose ensuite cette encre par contact sur une pellicule totalement transparente qui reçoit ainsi en trois passages le gamut de couleur, reconstituant une image colorée à partir des seules pellicules disponibles à l'époque : le noir et blanc. La précision dans la superposition des trois dépôts est cruciale, mais jamais parfaite, ce qui confère au Technicolor trichrome son aspect vaporeux caractéristique. Une quatrième impression à l'encre noire est d'ailleurs ajoutée par la suite, résultante noir et blanc des trois négatifs, pour renforcer la qualité de l'impression et lui fournir plus de contraste.

## Histoire brève

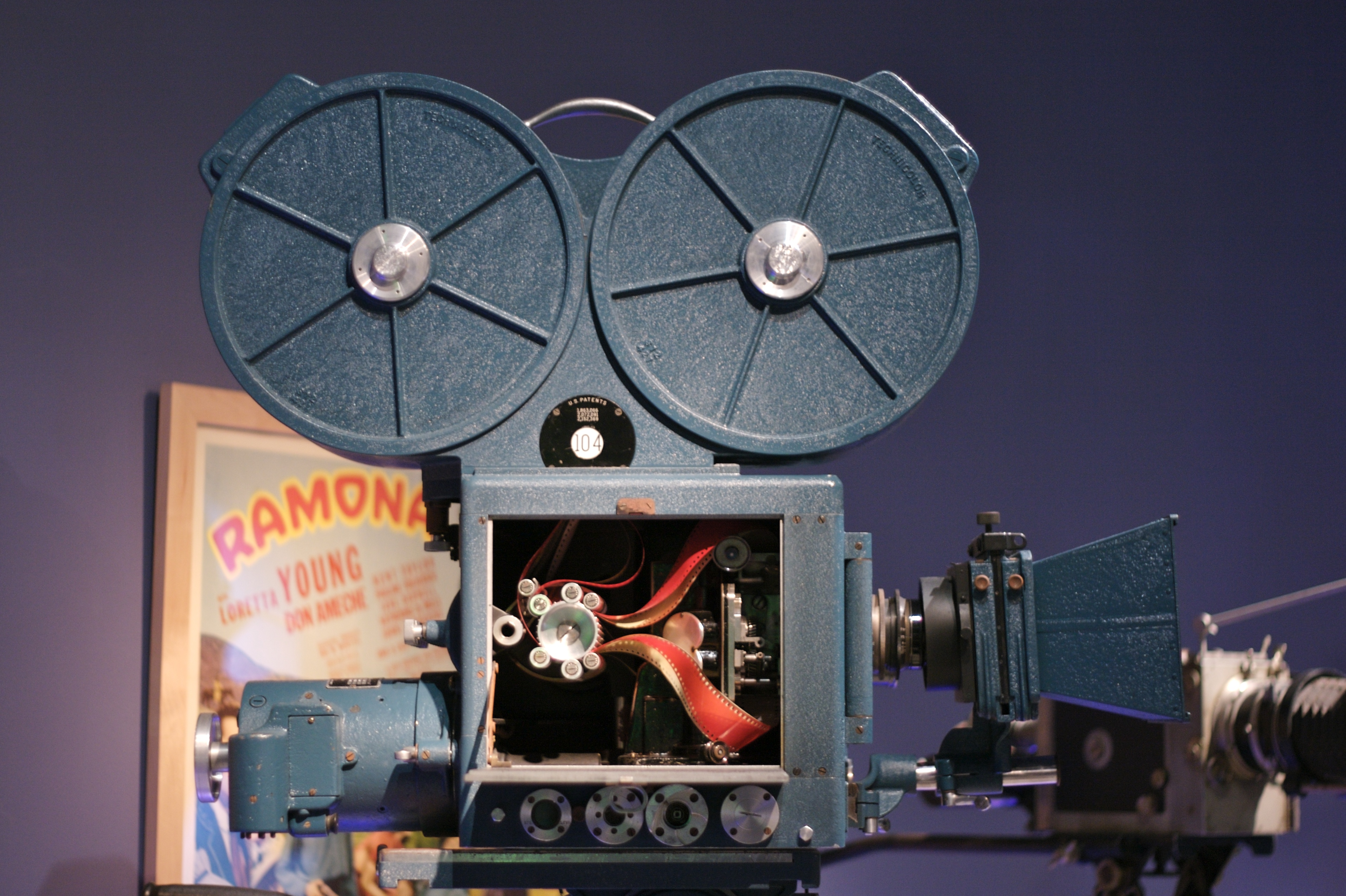
La caméra Technicolor trichrome ouverte. New York, Museum of the Moving Image.

Les studios, échaudés par les succès mitigés et surtout la qualité imparfaite des précédents procédés, sont frileux et hésitent face à ce procédé nouveau. C’est à Walt Disney que Kalmus propose alors son invention ; Disney ne s’est pas montré intéressé par les procédés bichromiques, mais il a l’intuition que la nouvelle version va vraiment dépasser en qualité tout ce qui a été fait auparavant. C'est pourquoi le premier film utilisant le Technicolor trichrome est un film d’animation, Des arbres et des fleurs (1932), issu des Silly Symphonies, laboratoire d’expérimentation pour le futur premier long métrage de Walt Disney, Blanche-Neige et les Sept Nains (1937). De plus, Disney signe avec Kalmus pour une exclusivité de cinq ans, ce qui lui  laisse un temps d’avance sur les concurrents par rapport à cette technique qui enthousiasme immédiatement les foules. Cependant, devant la pression grandissante des autres studios qui veulent avoir leur part de succès, la durée de cette exclusivité est ramenée à un an. 
C’est en 1934 que sort le premier court métrage en prises de vues réelles en Technicolor trichrome, financé par Kalmus : La Cucaracha.

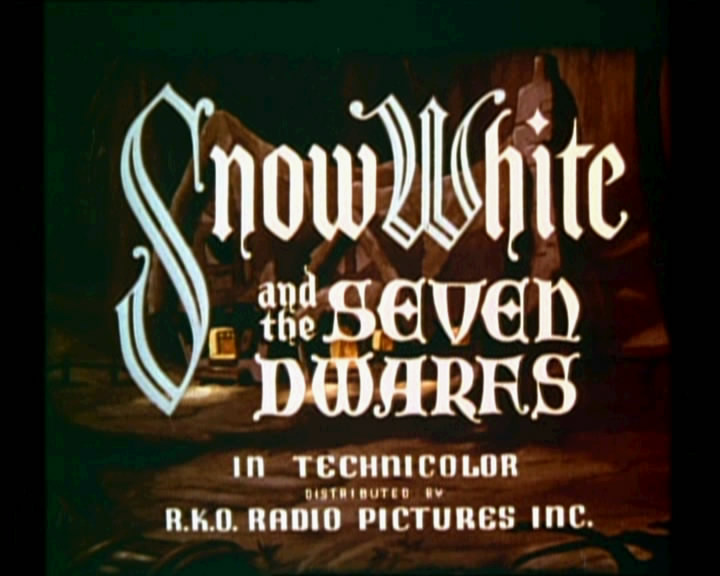
Blanche-Neige et les Sept Nains de Walt Disney (1937).

Becky Sharp (1935), long métrage réalisé par Rouben Mamoulian, ne rencontre pas le succès populaire escompté : en effet, beaucoup de spectateurs trouvent encore que le Technicolor donne à la prise de vue un manque de naturel, des couleurs trop saturées. Cette réaction n'est que temporaire, et laisse la place à de gros succès au box-office : Blanche-Neige et les Sept Nains (1937), Une étoile est née (1937), Les Aventures de Robin des Bois (1938), Le Magicien d'Oz (1939), Autant en emporte le vent (1939), Fantasia (1940), etc.     
La technique du Technicolor devient pendant la Seconde Guerre mondiale marque de qualité et argument marketing. Certaines actrices sont véritablement révélées par les couleurs chatoyantes du Technicolor , telles Lucille Ball, Betty Grable ou Maureen O'Hara. Universal, qui n’a à cette époque pas de vraie star dans son giron, en crée une grâce au Technicolor : María Montez, qui dans les années 1940 joue dans de nombreux films couleur qui mettent en valeur sa beauté. 
Certains réalisateurs se révèlent comme les artisans de la réussite du procédé, tels les Américains Vincente Minnelli, Stanley Donen, George Sidney, Busby Berkeley, Richard Thorpe ou encore Henry King, les Britanniques Michael Powell et Emeric Pressburger. D'autres procédés couleurs côtoient le Technicolor, comme l'Eastmancolor de Kodak ou l'Agfacolor, sans toutefois jamais gagner la même renommée.
Un des derniers films tournés en Technicolor trichrome est La Muraille d'or, avec Jane Russell, sorti en 1955. Après 1957, de nombreux films sortent encore avec la mention « Color by Technicolor ». Cela ne désigne plus l'utilisation du procédé Technicolor trichrome (nécessitant au tournage l'usage d'une caméra spécifique), mais indique que la pellicule a été traitée dans les laboratoires Technicolor. L'appellation « Color by Technicolor » est dès lors équivalente à « Color by Deluxe », « Color by Warnercolor » ou « Color by Metrocolor » : elle désigne le laboratoire de traitement, la pellicule de tournage étant le plus généralement l'Eastmancolor à négatif unique, celle ci étant beaucoup moins onéreuse que le système trichrome. 
En 1977, le réalisateur Dario Argento, pour son film Suspiria, ressort ce procédé abandonné depuis vingt ans pour pouvoir jouer avec les couleurs dans certaines scènes : il supprime complètement le bleu pour donner des tons saturés rouge et jaune.
Divorcée de Herbert Kalmus, Natalie Kalmus est la consultante couleur officielle de Technicolor, totalisant un nombre de citations aux génériques de films si important qu’elle a été beaucoup plus associée au Technicolor dans l’esprit du grand public de l'époque que ne l'a jamais été Herbert Kalmus. Ce dernier a quand même reçu un Oscar spécial en 1939 pour sa contribution à la couleur au cinéma.
Sous l'impulsion de Herbert Kalmus, la Technicolor Motion Pictures Corporation s'expand en Europe en créant trois filiales : Technicolor Limited en 1935 (West Drayton, Grande-Bretagne), la Société Technicolor en 1953 (Joinville-le-pont, France) et Technicolor Italiana en 1958 (Rome, Italie).

## Principaux films tournés en Technicolor trichrome
- 1935 : Becky Sharp de Rouben Mamoulian et Lowell Sherman
- 1936 : La Fille du bois maudit (Trail of the Lonesome Pine) d'Henry Hathaway
- 1936 : Le Danseur pirate (Dancing Pirate) de Lloyd Corrigan
- 1936 : Le Jardin d'Allah (The Garden of Allah) de Richard Boleslawski
- 1936 : Le Brigand bien-aimé (Jesse James) d'Henry King
- 1937 : Une étoile est née (A star is born) de William A. Wellman
- 1937 : La Joyeuse Suicidée (Nothing Sacred) de William A. Wellman
- 1937 : La Baie du destin de Harold D. Schuster, premier film britannique en technicolor
- 1938 : Les Aventures de Robin des Bois (The Adventures of Robin Hood) de Michael Curtiz et William Keighley
- 1939 : Sur la piste des Mohawks (Drums along the Mohawk)
- 1939 : Le Magicien d'Oz (The Wizard of Oz) de Victor Fleming
- 1939 : Autant en emporte le vent (Gone with the Wind) de Victor Fleming et George Cukor
- 1940 : Les Tuniques écarlates (North West Mounted Police) de Cecil B. DeMille
- 1941 : Une nuit à Rio (That night in Rio) d'Irving Cummings
- 1942 : Le Cygne noir (The Black Swan) d'Henry King
- 1942 : Le Livre de la jungle (Jungle book) de Zoltan Korda
- 1943 : Le Fantôme de l'Opéra (Phantom of the Opera) d'Arthur Lubin
- 1943 : Colonel Blimp (The Life and Death of Colonel Blimp) de Michael Powell et Emeric Pressburger
- 1943 : Banana Split (The Gang’s all here) de Busby Berkeley
- 1943 : Les Desperados de King Vidor, premier film réalisé en Technicolor par Columbia Pictures
- 1944 : Le Signe du cobra (Cobra Woman) de Robert Siodmak
- 1945 : Escale à Hollywood (Anchors Aweight) de George Sidney
- 1946 : Jody et le Faon (The Yearling) de Clarence Brown
- 1946 : Péché mortel (Leave her to heaven) de John M. Stahl
- 1947 : Le Narcisse noir (Black Narcissus) de Michael Powell et Emeric Pressburger
- 1948 : Les Chaussons rouges (The Red Shoes) de Michael Powell et Emeric Pressburger
- 1948 : La Corde (Rope) d'Alfred Hitchcock
- 1948 : Les Trois Mousquetaires (film, 1948) (The Three musketeers) de George Sidney
- 1949 : Les Amants du Capricorne (Under Capricorn) d'Alfred Hitchcock
- 1951 : Quo Vadis de Mervyn LeRoy
- 1951 : Un Américain à Paris (An American in Paris) de Vincente Minnelli
- 1951 : Chantons sous la pluie (Singin' in the rain) de Stanley Donen et Gene Kelly
- 1952 : Scaramouche de George Sidney
- 1952 : La Première Sirène (Million Dollar Mermaid) de Busby Berkeley
- 1952 : Moulin Rouge de John Huston
- 1953 : Tous en scène (The Band Wagon) de Vincente Minnelli
- 1953 : Adorable Voisine de Richard Sale
- 1953 : Les hommes préfèrent les blondes (Gentlemen prefer blondes) d'Howard Hawks
- 1954 : Fenêtre sur cour (Rear Window) d'Alfred Hitchcock
- 1955 : La Muraille d'or (Foxfire) de Joseph Pevney